# Dolophilodes huangi
Dolophilodes huangi är en nattsländeart som beskrevs av Tian, Sun in Tian, Li, Yang och Sun, in Chen, editor 1993. Dolophilodes huangi ingår i släktet Dolophilodes och familjen stengömmenattsländor. Inga underarter finns listade i Catalogue of Life.